# Lemmer Peak Waterfall
Der Lemmer Peak Waterfall ist ein Wasserfall im Westland-Nationalpark in der Region West Coast auf der Südinsel Neuseelands. Im Tal des Franz-Josef-Gletschers liegt er im Lauf eines namenlosen Bachs, dessen Quellgebiet sich unterhalb des Gipfels des 1775 m hohen Lemmer Peak in der Fritz Range der Neuseeländischen Alpen befindet. Seine Fallhöhe beträgt rund 50 Meter.
Der Wasserfall ist nach 40 Minuten Gehzeit über den Fanz Josef Glacier Walk vom Parkplatz am Ende des Zufahrtsweges zum Franz-Josef-Gletscher zu erreichen.